# Боротьба Парсона (фільм, 1933)
«Боротьба Парсона» (англ. The Fighting Parson) — американський вестерн, мелодрама режисера Гаррі Л. Фрейзера 1933 року.

## Сюжет
Ковбой під час втечі від поліцейського загону знаходить одяг проповідника. Він переодягається в проповідника, але коли він приходить в найближче місто, там на головній площі вішають людину, і цей чоловік впізнає ковбоя.

## У ролях
- Гут Гібсон — Стів Хартлі
- Марселін Дей — Сьюзан Ларкін
- Скітер Білл Роббінс — Арізона Джо
- Етель Вельс — місіс Бетсі Ларкін, тітка Сьюзани
- Стенлі Блістоун — Барт МакКід
- Роберт Фрейзер — преподобний джозеф Дулітл
- Чарльз Кінг — бандит Майк
- Філ Данхем — Джордж Ларкін
- Жуль Коулз — маршал Дербі
- Фред Гілман — кур'єрський агент